# Truck Bed
Truck Bed (englisch Ladefläche) ist ein Country-Rock-Song des US-amerikanischen Sängers Hardy. Es erschien im Mai 2023 als fünfte Single seines zweiten Studioalbums The Mockingbird & The Crow. Das Stück wurde von Michael Wilson Hardy, Ashley Gorley, Ben Johnson und Hunter Phelps geschrieben und von Joey Moi produziert. 

## Musik und Text
Truck Bed ist 2:48 Minuten lang, wurde in der Tonart C-Dur geschrieben und weist ein Tempo von 132 BPM auf.
Der Song handelt von einem Mann, der in eine Kneipe gehen will. Nachdem seine Freundin ihn warnt, dass er dann nicht nach Hause kommen solle, entschließt er sich, sich im Garten seiner Freundin zu betrinken. Gegen zwei Uhr nachts klopft er an der Haustür, doch diese wird nicht geöffnet. Er legt sich zum Schlafen auf die Ladefläche seines Trucks, wo er am nächsten Morgen verkatert aufwacht.
Der Text enthält eine Reverenz an das Lied Boots von Hardys erstem Album A Rock, bei dem der Protagonist in seinen Schuhen aufwacht. Bei Truck Bed habe er „wenigstens dieses Mal die Schuhe ausgezogen“.

## Video
Im Juli 2023 wurde das offizielle Musikvideo veröffentlicht, bei dem Justin Clough Regie geführt hat. Das Video wurde in Murfreesboro, Tennessee gedreht. Für die Dreharbeiten lud Hardy einige hundert Freunde ein. Prominente wie der Schauspieler King Bach, der ehemalige Football-Spieler Taylor Lewan, der Golfer John Daly und die Mitglieder von Hardys Liveband haben Cameo-Auftritte. Hardy spielte Truck Bed bei den Academy of Country Music Awards 2023.

## Rezensionen
Billy Dukes vom Onlinemagazin Taste of Country lobte den „cleveren Text“, den er mit George Jones verglich. Das Lied würde „den alten Songwriter-Sinnspruch bestätigen, dass man nicht das schreibt, was jetzt heiß ist, sondern was als Nächstes heiß ist“. Die Country-Radiosender hätten noch nie ein Lied gespielt, das so nah am Heavy Metal war. Clayton Anderson vom Onlinemagazin Country Chord als „infektiös-einprägsam“.

## Kommerzieller Erfolg

### Chartplatzierungen
| ChartsChartplatzierungen               | Höchstplatzierung | Wochen |
| -------------------------------------- | ----------------- | ------ |
| Vereinigte Staaten (Billboard)         | 27 (41 Wo.)       | 41     |
| Vereinigte Staaten (Billboard Country) | 9 (… Wo.)         | …      |

| ChartsJahrescharts (2024)      | Platzierung |
| ------------------------------ | ----------- |
| Vereinigte Staaten (Billboard) | 67          |

### Auszeichnungen für Musikverkäufe
| Land/Region               | Auszeichnungen für Musikverkäufe (Land/Region, Auszeichnung, Verkäufe) | Verkäufe  |
| ------------------------- | ---------------------------------------------------------------------- | --------- |
| Vereinigte Staaten (RIAA) | 3× Platin                                                              | 3.000.000 |
| Insgesamt                 | 3× Platin ·                                                            | 3.000.000 |